# 안병강
안병강(安秉綱, 1962년 9월 12일, 전라남도 보성군 문덕면 ~ )은 대한민국의 제6대 광주광역시 동구의원이다.

## 학력
- 광주상업고등학교 졸업

## 경력
- 전남대병원 영상의학과 근무
- 전국보건의료산업노동조합 전남대학교병원 지부장
- 전국보건의료산업노동조합 광주·전남지역 본부장
- 민주노동당 광주시당 동구 지역위원회 지방자치위원장
- 사랑의 몰래산타 동구 공동대표
- 남초등학교 운영위원회 위원
- 2010.07 ~ 2014.06 제6대 광주광역시 동구의회 의원
- 2013.07 ~ 2014.06 제6대 광주광역시 동구의회 후반기 예산결산특별위원회 위원장

## 역대 선거 결과
|  | 8.33% |

|  | 21.76% |

|  | 19.14% |